# Helen Morgan
Pour les articles homonymes, voir Helen Morgan (homonymie) et Morgan.
Helen Morgan (née le 2 août 1900 et morte le 9 octobre 1941) est une actrice américaine.

## Filmographie partielle
- 1923 : The Heart Raider : figurante
- 1923 : Vivons cachés (Six Cylinder Love)  d'Elmer Clifton : figurante
- 1929 : Show Boat de Harry A. Pollard : Julie
- 1929 : Applause : Kitty Darling
- 1930 : Roadhouse Nights : Lola Fagan
- 1934 : You Belong to Me d'Alfred L. Werker : Mme Alva
- 1934 : Marie Galante : Mlle Tapia
- 1935 : Casino de Paris (Go Into Your Dance) : Luana Wells
- 1936 : Frankie and Johnnie : Frankie
- 1936 : Show Boat de James Whale : Julie LaVerne

## À noter
- Son histoire est relatée dans Pour elle un seul homme